# Ракетний удар по гуртожитках у Харкові
Ракетні удари по гуртожитках у Харкові завдані російською авіацією двома серіями ракет увечері 17 серпня та вранці 18 серпня 2022 року. Удари стали однією з найбільших атак на Харків, а наступна ніч — однією з найтрагічніших ночей міста. Удари забрали життя 25 людей (серед них 11-річний хлопчик), постраждали 35 (у тому числі 3 дитини). 19 серпня в Харкові оголошено днем жалоби.

## Передісторія
Харків останні півроку зазнає майже постійного обстрілу артилерійськими снарядами та ракетами. На початку російської війни проти України росіяни спробували захопити місто, але не змогли.

## Хід подій

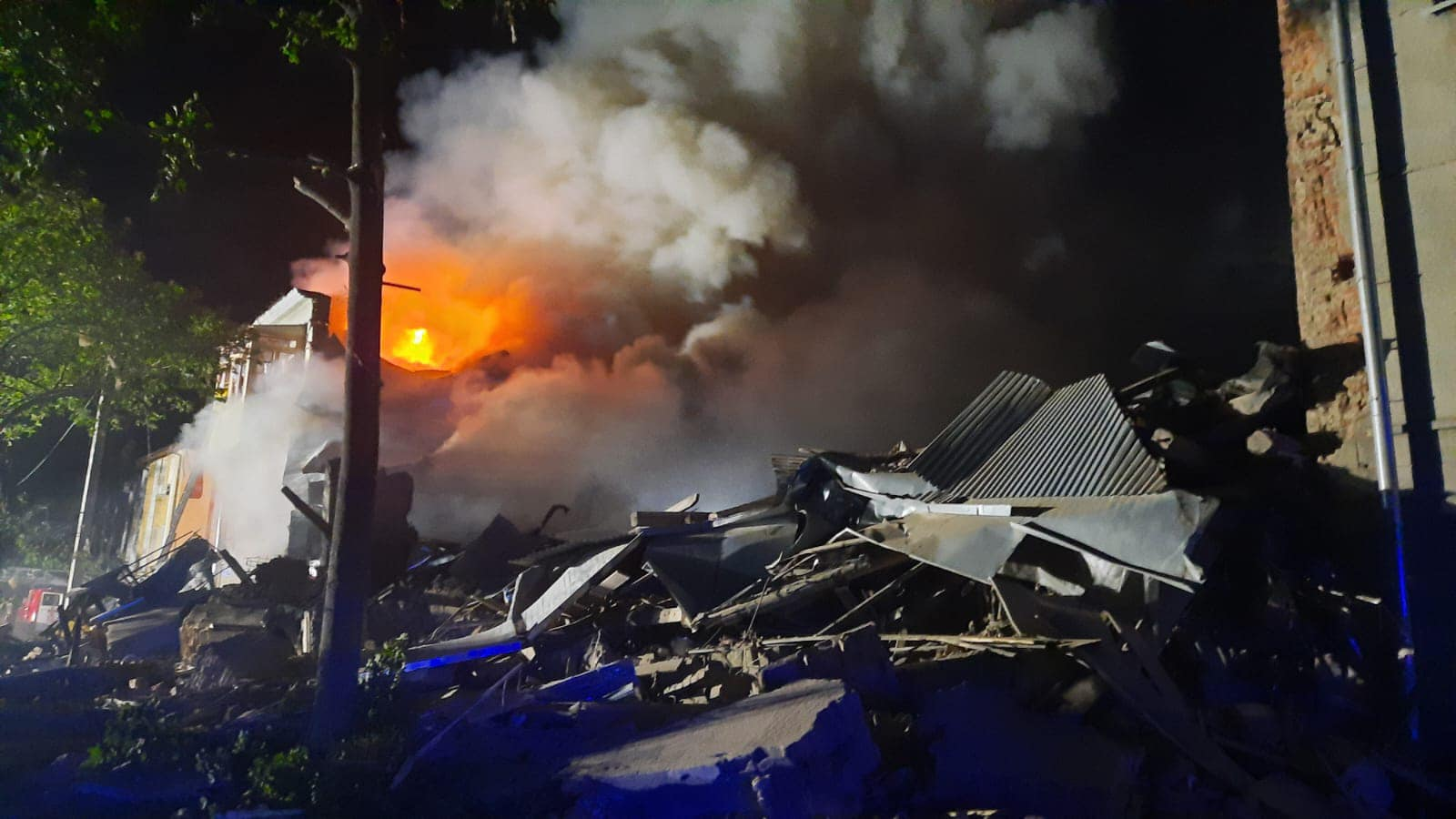
Гуртожиток у Салтівському районі невдовзі після удару

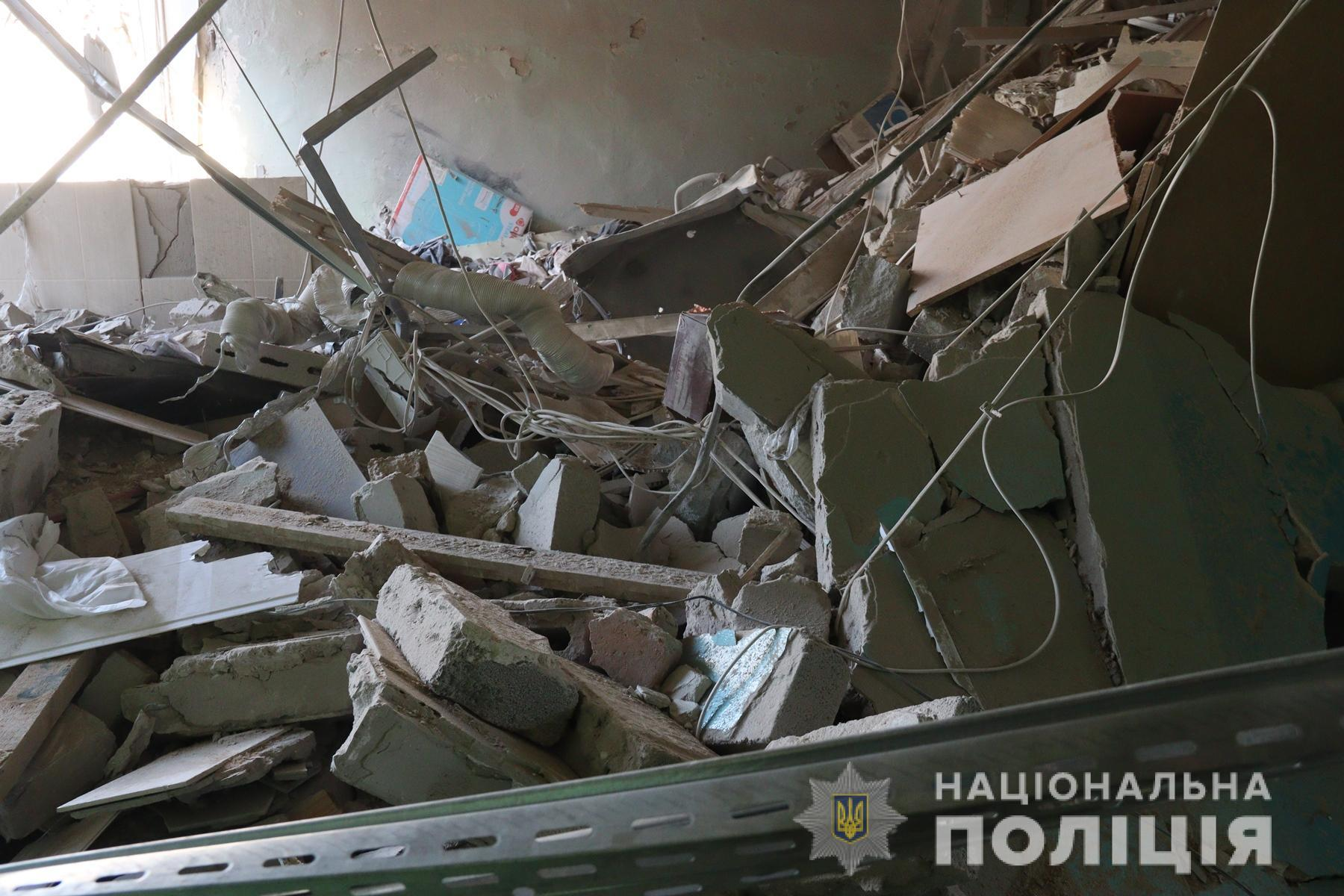
Гуртожиток у Слобідському районі після удару

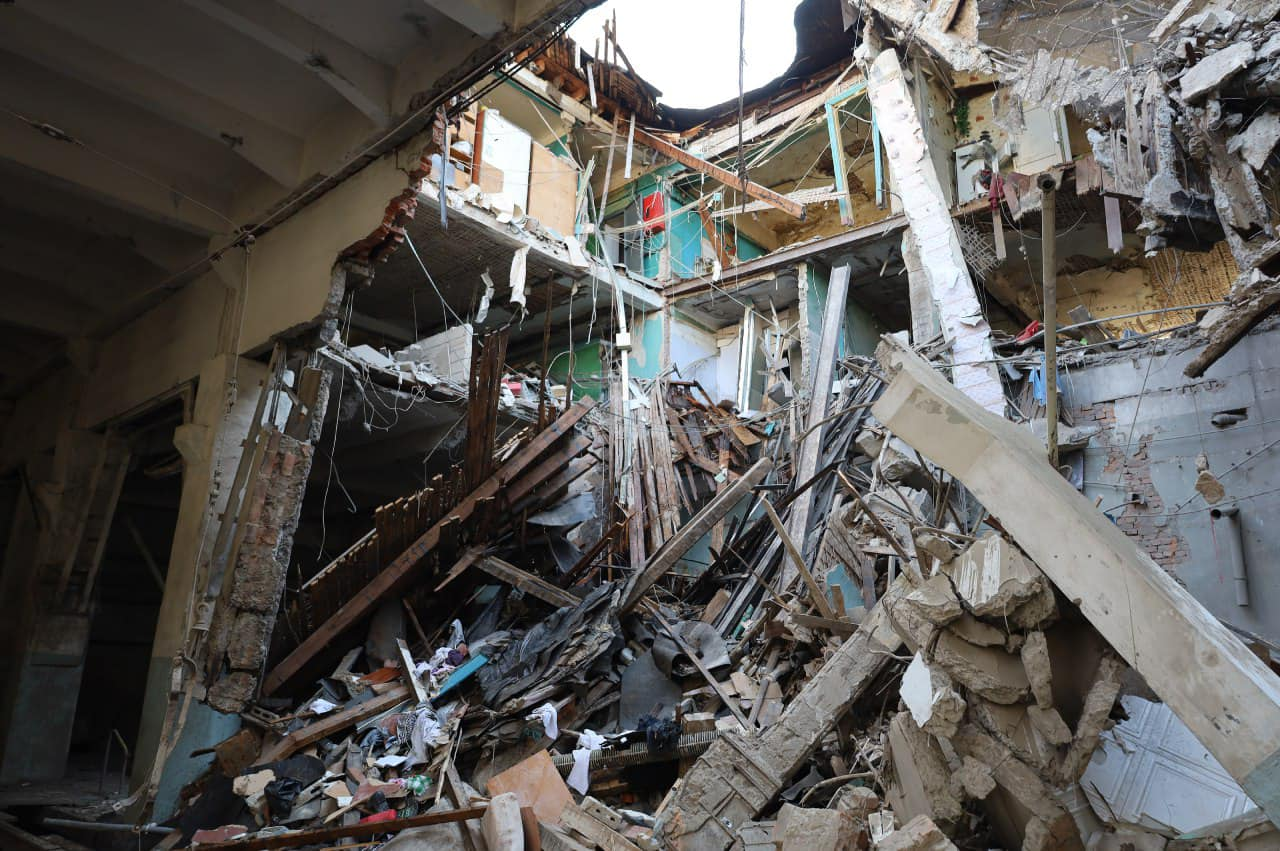
Прилегла будівля трамвайного депо після удару

Першого ракетного удару було завдано 17 серпня о 21:30. Він зруйнував триповерхову житлову будівлю на вулиці Ахієзерів у Салтівському районі — колишній гуртожиток для людей із порушеннями слуху. Ракетний удар викликав пожежу, а будівлю повністю зруйновано. На місці удару знайшли рештки ракети «Іскандер».
18 серпня о 4:30 ранку з Бєлгорода було завдано другого ракетного удару кількома ракетами по Холодногірському та Салтівському районах Харкова. В Холодногірському районі знищено палац культури «Залізничник» — пам'ятку архітектури конструктивізму 1927—1932 років.
Того ж дня близько 5 години ранку в Слобідському районі дві ракети вразили чотириповерховий гуртожиток Комінтернівського трамвайного депо та ремонтний цех, що стоїть впритул до нього. Обидві будівлі частково зруйновані. Ще одна нежитлова будівля в тому ж районі повністю зруйнована ще однією ракетою.

## Жертви
У Слобідському районі загинули 6 осіб, у тому числі одна дитина, та 18 отримали поранення; серед поранених двоє дітей. 9 людей, в тому числі двоє дітей, були врятовані з-під завалів.
У Салтівському районі загинуло 19 людей і 22 постраждали, серед постраждалих — 11-річна дитина.
Серед жертв — мати легкоатлетки Катерини Табашник.

## Реакція

### Україна
Президент України Володимир Зеленський зазначив: «Коли чуєш про харківську Салтівку — це знову біль. Біль за всю Україну. Біль за Харків, — написав він. — Ракетний удар… По гуртожитку… Будівля повністю зруйнована». Президент охарактеризував вбивство мешканців «підлим і цинічним ударом по цивільних, який не має жодного виправдання та демонструє безсилля агресора».
За словами голови військової адміністрації Харківської області Олега Синегубова: «Росіяни жорстоко та цілеспрямовано завдавали ударів по мирних жителях. І ось зараз у своїх так званих „ЗМІ“ вони поширюють черговий фейк про „військові об'єкти“. Військових об'єктів немає. Винятково цивільні об'єкти, серед яких пенсіонери та діти. Це реальний тероризм, на який здатні лише нелюди!»

### Росія
Міноборони Росії підтвердило ракетний удар по Харкову у своєму брифінгу. За їхньою версією «високоточною зброєю наземного базування вражений пункт тимчасового базування іноземних найманців» і в результаті було «знищено понад 90 бойовиків».